# Metanephrops australiensis
Metanephrops australiensis is een kreeftensoort uit de familie van de Nephropidae. De wetenschappelijke naam van de soort is voor het eerst geldig gepubliceerd in 1966 door Bruce.